# Condren
Condren är en kommun i departementet Aisne i regionen Hauts-de-France i norra Frankrike. Kommunen ligger  i kantonen Chauny som ligger i arrondissementet Laon. År 2022 hade Condren 682 invånare.

## Befolkningsutveckling
Antalet invånare i kommunen Condren
Referens: INSEE